# Famille de Borchgrave
Pour les articles homonymes, voir Borchgrave.
Ne doit pas être confondu avec Famille de Borchgrave d'Altena.

Blason de la famille. De gueules, à une tour d'or ouverte et crénelée d'argent de quatre pièces.

La famille de Borchgrave est une famille originaire de Flandre dont la filiation remonte au XVIe siècle, anoblie en 1873 .

## Personnalités de cette famille
- Émile de Borchgrave, baron, diplomate et historien belge
- Jacques de Borchgrave, baron et attaché d'ambassade belge assassiné en Espagne en 1936
- Jules de Borchgrave, homme politique belge, coauteur de la loi sur les droits d'auteur
- Roger de Borchgrave, baron, ambassadeur de Belgique